# Nederlands voetbalelftal onder 18 (mannen)
Het Nederlands voetbalelftal onder 18 is het nationale voetbalelftal van Nederland voor spelers jonger dan 18 jaar. Het elftal speelt jaarlijks een vriendschappelijk toernooi. Daarnaast speelt het slechts oefenwedstrijden. Het team is voornamelijk bedoeld om spelers van Nederland onder 17 klaar te stomen voor Nederland onder 19.

## Staf
| Naam             | Functie              |
| ---------------- | -------------------- |
| Technische staf  |                      |
| Mischa Visser    | Bondscoach           |
| Maurice Hagebeuk | Assistent-bondscoach |
| Rein Baart       | Keeperstrainer       |

## Prestaties op internationale toernooien

### FIFA Jeugdtoernooi
| FIFA Jeugdtoernooi overzicht | FIFA Jeugdtoernooi overzicht | FIFA Jeugdtoernooi overzicht | FIFA Jeugdtoernooi overzicht | FIFA Jeugdtoernooi overzicht | FIFA Jeugdtoernooi overzicht | FIFA Jeugdtoernooi overzicht | FIFA Jeugdtoernooi overzicht | FIFA Jeugdtoernooi overzicht |
| Jaar                         | Ronde                        | Wed.                         | W                            | G                            | V                            | DV                           | DT                           |                              |
| ---------------------------- | ---------------------------- | ---------------------------- | ---------------------------- | ---------------------------- | ---------------------------- | ---------------------------- | ---------------------------- | ---------------------------- |
| 1948                         | Tweede                       | 3                            | 2                            | 0                            | 1                            | 6                            | 4                            |                              |
| 1949                         | Tweede                       | 3                            | 2                            | 0                            | 1                            | 6                            | 5                            |                              |
| 1950                         | Derde                        | 3                            | 2                            | 0                            | 1                            | 10                           | 5                            |                              |
| 1951                         | Zesde                        | 3                            | 1                            | 0                            | 2                            | 5                            | 5                            |                              |
| 1952                         | Niet deelgenomen             | Niet deelgenomen             | Niet deelgenomen             | Niet deelgenomen             | Niet deelgenomen             | Niet deelgenomen             | Niet deelgenomen             |                              |
| 1953                         | Tiende                       | 4                            | 2                            | 0                            | 2                            | 6                            | 5                            |                              |
| 1954                         | Tiende                       | 5                            | 1                            | 2                            | 2                            | 7                            | 18                           |                              |
| 1955                         | Niet deelgenomen             | Niet deelgenomen             | Niet deelgenomen             | Niet deelgenomen             | Niet deelgenomen             | Niet deelgenomen             | Niet deelgenomen             |                              |
| 1956                         | Niet deelgenomen             | Niet deelgenomen             | Niet deelgenomen             | Niet deelgenomen             | Niet deelgenomen             | Niet deelgenomen             | Niet deelgenomen             |                              |
| Totaal                       | 6/9                          | 21                           | 10                           | 2                            | 9                            | 40                           | 42                           |                              |

### Europees kampioenschap
| Europees kampioenschap voetbal onder 18 | Europees kampioenschap voetbal onder 18 | Europees kampioenschap voetbal onder 18 | Europees kampioenschap voetbal onder 18 | Europees kampioenschap voetbal onder 18 | Europees kampioenschap voetbal onder 18 | Europees kampioenschap voetbal onder 18 | Europees kampioenschap voetbal onder 18 | Europees kampioenschap voetbal onder 18 | Europees kampioenschap voetbal onder 18 |
| Jaar                                    | Ronde                                   | Wed.                                    | W                                       | G                                       | V                                       | DV                                      | DT                                      | KW                                      |                                         |
| --------------------------------------- | --------------------------------------- | --------------------------------------- | --------------------------------------- | --------------------------------------- | --------------------------------------- | --------------------------------------- | --------------------------------------- | --------------------------------------- | --------------------------------------- |
| 1981                                    | Niet gekwalificeerd                     | Niet gekwalificeerd                     | Niet gekwalificeerd                     | Niet gekwalificeerd                     | Niet gekwalificeerd                     | Niet gekwalificeerd                     | Niet gekwalificeerd                     | kwalificatie                            |                                         |
| 1982                                    | Groepsfase                              | 3                                       | 2                                       | 1                                       | 0                                       | 7                                       | 3                                       | kwalificatie                            |                                         |
| 1983                                    | Niet gekwalificeerd                     | Niet gekwalificeerd                     | Niet gekwalificeerd                     | Niet gekwalificeerd                     | Niet gekwalificeerd                     | Niet gekwalificeerd                     | Niet gekwalificeerd                     | kwalificatie                            |                                         |
| 1984                                    | Niet gekwalificeerd                     | Niet gekwalificeerd                     | Niet gekwalificeerd                     | Niet gekwalificeerd                     | Niet gekwalificeerd                     | Niet gekwalificeerd                     | Niet gekwalificeerd                     | kwalificatie                            |                                         |
| 1986                                    | Niet gekwalificeerd                     | Niet gekwalificeerd                     | Niet gekwalificeerd                     | Niet gekwalificeerd                     | Niet gekwalificeerd                     | Niet gekwalificeerd                     | Niet gekwalificeerd                     | kwalificatie                            |                                         |
| 1988                                    | Kwartfinale                             | 2                                       | 0                                       | 0                                       | 2                                       | 0                                       | 4                                       | kwalificatie                            |                                         |
| 1990                                    | Niet gekwalificeerd                     | Niet gekwalificeerd                     | Niet gekwalificeerd                     | Niet gekwalificeerd                     | Niet gekwalificeerd                     | Niet gekwalificeerd                     | Niet gekwalificeerd                     | kwalificatie                            |                                         |
| 1992                                    | Niet gekwalificeerd                     | Niet gekwalificeerd                     | Niet gekwalificeerd                     | Niet gekwalificeerd                     | Niet gekwalificeerd                     | Niet gekwalificeerd                     | Niet gekwalificeerd                     | kwalificatie                            |                                         |
| 1993                                    | Groepsfase                              | 3                                       | 0                                       | 1                                       | 2                                       | 4                                       | 8                                       | kwalificatie                            |                                         |
| 1994                                    | Vierde                                  | 4                                       | 1                                       | 1                                       | 2                                       | 6                                       | 9                                       | kwalificatie                            |                                         |
| 1995                                    | Vierde                                  | 4                                       | 2                                       | 0                                       | 2                                       | 10                                      | 11                                      | kwalificatie                            |                                         |
| 1996                                    | Niet gekwalificeerd                     | Niet gekwalificeerd                     | Niet gekwalificeerd                     | Niet gekwalificeerd                     | Niet gekwalificeerd                     | Niet gekwalificeerd                     | Niet gekwalificeerd                     | kwalificatie                            |                                         |
| 1997                                    | Niet gekwalificeerd                     | Niet gekwalificeerd                     | Niet gekwalificeerd                     | Niet gekwalificeerd                     | Niet gekwalificeerd                     | Niet gekwalificeerd                     | Niet gekwalificeerd                     | kwalificatie                            |                                         |
| 1998                                    | Niet gekwalificeerd                     | Niet gekwalificeerd                     | Niet gekwalificeerd                     | Niet gekwalificeerd                     | Niet gekwalificeerd                     | Niet gekwalificeerd                     | Niet gekwalificeerd                     | kwalificatie                            |                                         |
| 1999                                    | Niet gekwalificeerd                     | Niet gekwalificeerd                     | Niet gekwalificeerd                     | Niet gekwalificeerd                     | Niet gekwalificeerd                     | Niet gekwalificeerd                     | Niet gekwalificeerd                     | kwalificatie                            |                                         |
| 2000                                    | Groepsfase                              | 3                                       | 1                                       | 1                                       | 1                                       | 3                                       | 3                                       | kwalificatie                            |                                         |
| 2001                                    | Niet gekwalificeerd                     | Niet gekwalificeerd                     | Niet gekwalificeerd                     | Niet gekwalificeerd                     | Niet gekwalificeerd                     | Niet gekwalificeerd                     | Niet gekwalificeerd                     | kwalificatie                            |                                         |
| Toernooi ging verder als EK onder 19.   |                                         |                                         |                                         |                                         |                                         |                                         |                                         |                                         |                                         |
| Totaal                                  | 6/17                                    | 19                                      | 6                                       | 4                                       | 9                                       | 30                                      | 38                                      |                                         |                                         |